# Pattaya FC
Der  Pattaya Football Club  (Thai: สโมสรฟุตบอล พัทยา) ist ein thailändischer Fußballverein aus Pattaya, das in der Provinz Chonburi liegt. Bis 2017 spielte der Verein in der vierten Liga. Hier trat der Verein in der Eastern Region an. Da der Verein für die Saison 2018 keine Lizenz erhielt, wurde er für 2 Jahre gesperrt. Falls der Verein wieder den Spielbetrieb aufnehmen sollte, muss er 2020 in der Thailand Amateur League, Eastern Region, antreten.

## Stadion

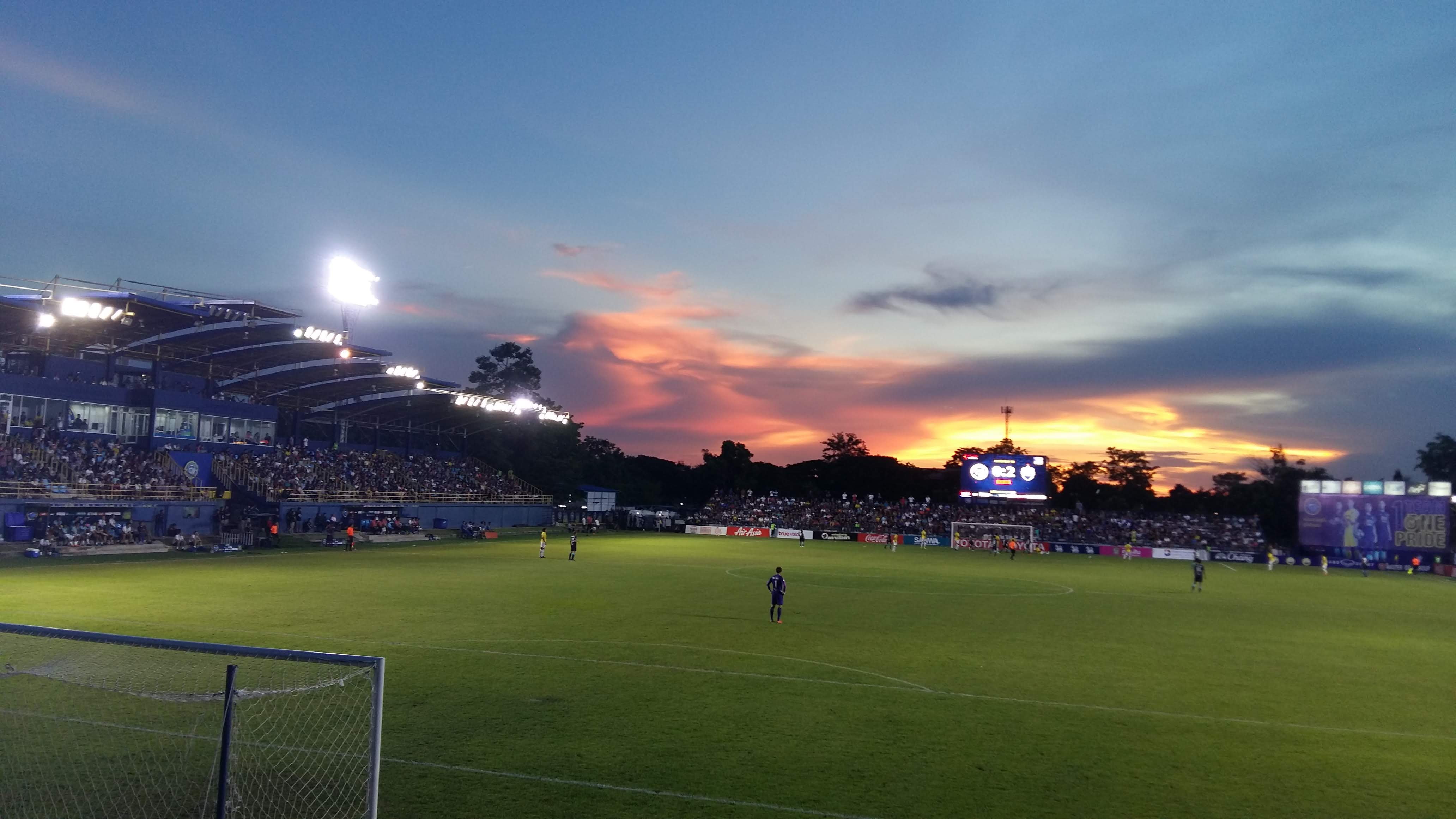
Nong Prue Stadium

Der Verein trug seine Heimspiele in Pattaya im Nong Prue Stadium aus. Das Stadion hat ein Fassungsvermögen von 3000 Zuschauern.
Eigentümer sowie Betreiber ist die Gemeinde Nong Prue.

### Spielstätten seit 2016
| Saison      | Stadion           | Standort                  | Kapazität | Eigentümer             | Koordinaten                       |
| ----------- | ----------------- | ------------------------- | --------- | ---------------------- | --------------------------------- |
| 2016 – 2017 | Nong Prue Stadium | Pattaya, Provinz Chonburi | 3000      | Nong Prue Municipality | 12° 55′ 27,6″ N, 100° 56′ 13,8″ O |

## Saisonplatzierung
| Saison | Liga                                      | Liga  | Liga   | Liga | Liga | Liga | Liga  | Liga   | Liga     |
| Saison | Liga                                      | Level | Spiele | S    | U    | N    | Tore  | Punkte | Position |
| ------ | ----------------------------------------- | ----- | ------ | ---- | ---- | ---- | ----- | ------ | -------- |
| 2016   | Regional League Division 2 – Bangkok/East | 3     | 18     | 5    | 4    | 9    | 16:35 | 19     | 7.       |
| 2017   | Thai League 4 – East                      | 4     | 27     | 7    | 7    | 13   | 38:41 | 28     | 8.       |
| 2018   | gesperrt                                  |       |        |      |      |      |       |        |          |
| 2019   | gesperrt                                  |       |        |      |      |      |       |        |          |
| 2020   | Thailand Amateur League                   | 5     |        |      |      |      |       |        |          |

## Ehemalige Spieler
| - Dawda Dibba - Jib Arnon |

## Torschützen seit 2017
| Saison | Name        | Tore |
| ------ | ----------- | ---- |
| 2017   | Dawda Dibba | 20   |
| 2018   | gesperrt    |      |
| 2019   | gesperrt    |      |
| 2020   |             |      |